# MP 3008
El MP 3008 (Maschinepistole 3008 o pistola ametralladora 3008, también conocido como Volks-MP.3008 y Gerät Neumunster) era un subfusil sustituto alemán fabricado a inicios de 1945, hacia el fin de la Segunda Guerra Mundial.

## Descripción
También conocido como el Volksmaschinepistole (subfusil popular), el arma estaba basada en el subfusil Sten Mk II, excepto por su cargador vertical; algunos modelos tenían pistoletes adicionales.
El MP 3008 era un sencillo subfusil accionado por retroceso y que disparaba a cerrojo abierto. Era toscamente fabricado en pequeños talleres de metal-mecánica y las variaciones eran comunes. Usualmente, el cargador era insertado desde abajo, al contrario del Sten. Inicialmente estaba hecho completamente de acero, sin empuñaduras o guardamanos, con la culata de alambre de acero soldada al cajón de mecanismos y por lo general de forma triangular. Sin embargo, el diseño cambió mientras las condiciones en Alemania empeoraban y los últimos modelos tenían culatas de madera y otras variaciones.  

## Historia
El MP 3008 fue una medida de emergencia, diseñado en un período cuando Alemania estaba a punto de colapsar. Con una gran escasez de materias primas, los alemanes buscaron producir una alternativa radicalmente económica al MP 40, su subfusil estándar.
El Gerät Potsdam, otra versión del Sten Mk II producido por Mauser en 1944, era una copia exácta del Sten, al punto de reproducir sus marcajes en un intento por ocultar su origen y emplearlo en operaciones encubiertas. Se fabricaron unos 28.000. Los interrogatorios de personal de alto rango de la Mauser en la posguerra revelaron que solamente se produjeron alrededor de 10.000 unidades.